# Fatmir Sejdiu
Fatmir Sejdiu (Pakaštica, 23 de outubro de 1951) é um político do Kosovo, presidente do país entre 10 de fevereiro de 2006 e 27 de setembro de 2010.

## Vida
Fatmir Sejdiu nasceu em Pakaštica, um pequeno vilarejo próximo de Podujevo, Kosovo, na então Iugoslávia (atual Sérvia). Vive em Priština, capital kosovar, com sua esposa Nezafete e seus três filhos.
Influente parlamentar da Liga Democrática do Kosovo (LDK, partido do ex-presidente e líder kosovar Ibrahim Rugova), Fatmir Sejdiu foi um dos autores da Constituição de Kosovo em 2001. Sejdiu foi eleito presidente pela Assembleia do Kosovo após a morte de Rugova no começo de 2006.
Após assumir a presidência de Kosovo, Sejdiu reuniu-se com líderes da Sérvia sobre o futuro da província, realizadas em Viena (Áustria), mas as negociações não avançaram.